# Leptothorax angulatus
Leptothorax angulatus är en myrart som beskrevs av Mayr 1862. Leptothorax angulatus ingår i släktet smalmyror, och familjen myror.

## Underarter
Arten delas in i följande underarter:
- L. a. angulatus
- L. a. lybica